# Греблешти (Валча)
Греблешти (рум. Greblești) насеље је у Румунији у округу Валча у општини Каинени. Oпштина се налази на надморској висини од 394 m.

## Становништво
Према подацима из 2002. године у насељу је живело 951 становника, од којих су сви румунске националности.